# 井宿三
井宿三（雙子座γ）是雙子座第三亮的恆星，英文的固有名稱是Alhena和Almeisan。它的視星等為1.9等，即使在城市區域也很容易就能以裸眼看見。依據依巴谷衛星測量的視差，它與地球的距離大約是109光年（33秒差距）。

## 性質
井宿三是一顆已經耗盡核心供應的氫，演化進入次巨星階段的恆星。它的光譜與恆星分類的A0 IV相匹配。相較於太陽，質量是2.8倍，半徑是3.3倍，輻射的光度大約是太陽的123倍，從它外層的有效溫度大約是9,260K，使它的色調成為一顆典型的白色星。
這是一顆分光聯星，系統是有著高離心率的克卜勒軌道，週期12.6年（4,614.51天）。

## 語源
井宿三的英文名字Alhena出自阿拉伯的الهنعه Al Han'ah，意思為"頭部"（駱駝的頸部）；另一個備用的名字Almeisan 是阿拉伯語的المیسان Al Maisan，意思是閃耀的。Al Hanʽah的名稱與下列的恆星相關聯，包括井宿一（雙子座μ，Tejat Posterior）、井宿二（雙子座ν）、銊（雙子座η，Tejat Prior）和井宿四（雙子座ξ，Alzirr）。它們也與Al Nuḥātai相關聯，是有著雙峰的駱駝。
在Calendarium of Al Achsasi Al Mouakket這本恆星目錄中，這顆恆星的名稱是, Nir al Henat，是從拉丁文 Prima του al Henat翻過去的，意思是明亮的Al Henat。
在中文，井宿 ()是中國的星官，類似於西方的星座，屬於這個星官的有雙子座γ、μ（井宿一）、ν（井宿二）、ξ（井宿四）、ε（井宿五）、36（井宿六）、ζ（井宿七）、λ（井宿八）。雙子座γ是井宿三(Jǐng Su sān，意思就是井宿的第三顆星。

## 在文化
Alhena是一艘荷蘭船隻的名稱，這艘船在1927年10月從義大利郵輪馬法爾達公主號救出了許多人。此外，美國的武裝貨船USS Alhena (AKA-9)也以這顆恆星的名字命名。